# Márok
Márok é um município da Hungria, situado no condado de Baranya. Tem 15,93 km² de área e sua população em 2019 foi estimada em 400 habitantes.